# ラッセル・ラタピー
ラッセル・ナイジェル・ラタピー（Russell Nigel Latapy、1968年8月2日）は、トリニダード・トバゴ・ポートオブスペイン出身の元サッカー選手、サッカー指導者。元トリニダード・トバゴ代表である。現役時代のポジションはMF。現在はバルバドス代表の監督を務めている。
ドワイト・ヨークや北アイルランド代表のパット・ジェニングスとともに、6回の異なるFIFAワールドカップ予選（1990, 1994, 1998, 2002, 2006, 2010）に参加したという記録を持っている。ヨークに比べると国際的な評価は低いが、母国ではレジェンドとして認識されている。

## 経歴

### 選手
10歳に満たないころにサッカーをはじめ、没頭していった。中学校のリーグ戦でプレーし、国内のU-16代表やU-19代表に招集された。19歳のとき、フロリダ国際大学に入学できる機会を得たが、サッカーを続けることを選んだ。1980年代のトリニダード・トバゴではサッカーで名を残すことは困難だったが、母親もこの決断を応援した。
1988年10月30日、イタリアワールドカップ予選のホンジュラス戦でトリニダード・トバゴ代表としてデビューした。その試合は格上のホンジュラス相手に0-0の引き分けに持ち込んだ。本大会進出を希望する"ストライク・スカッド"（トリニダード・トバゴ代表の愛称）の努力は、ふたつの島を持つトリニダード・トバゴ国民の愛国心に火を注いだ。チームの快進撃はしばしばテレビ放送され、多くの国民が観戦した。1989年11月19日のアメリカ代表に引き分ければ本大会進出が決まるところだったが、本拠地で行われたその試合でトリニダード・トバゴ代表は0-1で敗れ、本大会進出を逃した。ワールドカップ出場という彼の望みは打ち砕かれ、ラタピーは挑戦し続けなければいけないことを理解した。
本大会まであと一歩という快進撃をしたため、ヨークは国内とチームからイングランドのアストン・ヴィラFCに移籍した。ラタピーはジャマイカのチームでプレーしていたが、1990年にポルトガルのアカデミカ・コインブラから声が掛かり、初の欧州進出となった。アカデミカでは、ラタピーが信頼するビクトール・マヌエル監督の指導の下、試合の質を向上させた。アカデミカでの好プレーの結果、1994年にFCポルトに移籍した。FCポルトでは1994–95シーズンと1995-96シーズンのリーグ戦を連覇した。UEFAチャンピオンズリーグでプレーした初のトリニダード・トバゴ人となったのもFCポルト在籍時である。1996年にボアヴィスタFCに移籍した。ボアヴィスタでは1996-97シーズンのポルトガル・カップとそれに次ぐポルトガル・スーパーカップを制覇した。
1998年、アレックス・マクレイシュ監督に誘われてスコットランドのディヴィジョン・ワン（2部）に所属するハイバーニアンに移籍した。すぐにファンお気に入りの選手となり、様々な賞を受賞した。ハイバーニアン・プレイヤー・オブ・ザ・イヤーには2回選出され、ディヴィジョン・ワンの最優秀選手にも選ばれた。また、1998-99シーズンのディヴィジョン・ワン優勝に貢献した。このような貢献にもかかわらず、飲酒運転のために2001年初頭にハイバーニアンを首になった。この出来事は、試合前48時間は飲酒を禁止されていたハイバーニアンの選手の規則違反を象徴していた。 ヨークとともにトリニダード・トバゴ代表のスターティングメンバーからはずされた。ハイバーニアンからの解雇の後、ディック・アドフォカート監督が率いるスコティッシュ・プレミアリーグ（1部）の強豪レンジャーズFCと契約した。しかし、レンジャーズFCでのプレーはハイバーニアンでの成功を継続させるものではなかった。先発で試合に出ることはまれで、若い選手を好むアレックス・マクレイシュ監督に代わってからはいっそうその傾向が強くなった。年齢に加え、彼の遊び癖も原因で2003年はじめにレンジャーズFCから放出された。すぐにダンディー・ユナイテッドFCと契約したが、ダンディー・ユナイテッドFCでのプレーは数ヶ月しか続かなかった。ハイバーニアン時代のチームメイトでフォルカークFC監督のジョン・ヒューズに誘われ、ディヴィジョン・ワン（2部）に所属していたフォルカークFCに入団した。好プレーを見せて2004-05シーズンのディヴィジョン・ワンを制し、スコティッシュ・プレミアリーグに昇格した。
2006年のドイツワールドカップのパラグアイ戦では途中出場から好機を演出した。
パラグアイに敗れて、ラタピーたちトリニダード・トバゴ代表のメンバーは母国のピアルコ国際空港に戻った。ワールドカップ予選での成功で、メンバーはそれぞれトリニダード・トバゴの2番目に高い位（チャコニア・メダル）を授かり、100万トリニダード・トバゴドルを受け取った。ラタピーは40歳であったが、現役を続行した。2008年9月、代表のアシスタントコーチに任じられ、キューバ戦ではコーチとしてベンチに座った。グアテマラ戦とアメリカ戦では選手に戻った。3次予選を勝ち抜いて最終予選に進出するために重要な試合となったアメリカ戦でラタピーは先制点を決め、この試合は2-1で勝利した。3次予選最終戦はホームでのキューバ戦だったが、ここでも彼は先発した。2008年11月29日、ラタピーはフォルカークFCの殿堂入りを果たし、クラブはラッセル・ラタピー・デーを主催した。2009年1月、フォルカークを離れた。

### 指導者
2006-07シーズン、フォルカークFCのジョン・ヒューズ監督のアシスタントとして指導者の道を踏み出した。2009年1月までその仕事を続けた後、トリニダード・トバゴ代表のフランシスコ・マツラナ監督のアシスタントになった。マツラナ監督が退任したあと、2009年4月9日に代表の暫定監督に就任した。通算23試合を指揮し、9勝11敗3分。南アフリカワールドカップ、アメリカゴールドカップ本大会出場を逃し、監督を退任。

## 所属クラブ
- 1987-1988  United Petrotrin
- 1988-1990  Portmore United FC
- 1990-1994  アカデミカ・コインブラ
- 1994-1996  FCポルト
- 1996-1998  ボアヴィスタFC
- 1998-2001  ハイバーニアンFC
- 2001-2003  レンジャーズFC
- 2003-0000  ダンディー・ユナイテッドFC
- 2003-2009  フォルカークFC
- 2009-0000  カレドニアAIA
- 2011-0000  エディンバラ・シティFC

## 代表歴

### 出場大会
- トリニダード・トバゴ代表
  - 2006 FIFAワールドカップ

### 試合数
- 国際Aマッチ 87試合 29得点（1987年-2009年）[1]

| トリニダード・トバゴ代表 | 国際Aマッチ | 国際Aマッチ |
| 年                       | 出場        | 得点        |
| ------------------------ | ----------- | ----------- |
| 1987                     | 6           | 0           |
| 1988                     | 3           | 0           |
| 1989                     | 13          | 0           |
| 1990                     | 0           | 0           |
| 1991                     | 7           | 5           |
| 1992                     | 6           | 4           |
| 1993                     | 0           | 0           |
| 1994                     | 1           | 0           |
| 1995                     | 1           | 3           |
| 1996                     | 10          | 11          |
| 1997                     | 0           | 0           |
| 1998                     | 0           | 0           |
| 1999                     | 1           | 0           |
| 2000                     | 14          | 3           |
| 2001                     | 8           | 1           |
| 2002                     | 0           | 0           |
| 2003                     | 0           | 0           |
| 2004                     | 0           | 0           |
| 2005                     | 6           | 1           |
| 2006                     | 4           | 0           |
| 2007                     | 0           | 0           |
| 2008                     | 4           | 1           |
| 2009                     | 3           | 0           |
| 通算                     | 87          | 29          |

## 指導歴
- 2007-2009  フォルカークFC （アシスタントコーチ）
- 2009-0000  トリニダード・トバゴ代表 （アシスタントコーチ）
- 2009-2011  トリニダード・トバゴ代表
- 2013-2014  ボアヴィスタFC （アシスタントコーチ）
- 2014-2015  インヴァネス・カレドニアン・シッスルFC （アシスタントコーチ）
- 2017-0000  トリニダード・トバゴ代表 （アシスタントコーチ）
- 2019--0000  バルバドス代表